# 泉南市立東小学校
泉南市立東小学校（せんなんしりつ ひがししょうがっこう）は、大阪府泉南市にある公立小学校である。2020年（令和2年）現在の児童数は84名となっている。

## 沿革
- 1872年（明治5年）8月5日 - 創立[2]。
- 1908年（明治41年）6月12日 - 泉南郡東信達尋常小学校創立[2]。
- 1970年（昭和45年）7月 - 泉南市発足に伴い、泉南市立東小学校と改称[2]。
- 2007年（平成19年）4月 - 泉南市特認校制度を導入[2]。
- 2010年（平成22年）3月 - 運動場の全面芝生化を実施[2]。
- 2014年（平成26年） - トイレ改修。耐震補強工事完了[2]。
- 2019年（令和元年）8月 - 普通教室にエアコン設置完了[2]。

## アクセス
- さわやかバス山回り線「東小学校前」バス停から、徒歩約200m・約3分。
  - 南海本線樽井駅から、上述のさわやかバスで「東小学校前」バス停まで24分。
  - JR阪和線和泉砂川駅から、上述のさわやかバスで「東小学校前」バス停まで9分。
  - 泉南市役所から、上述のさわやかバスで「東小学校前」バス停まで14分。